# Wellington Olympic Association Football Club
Maillots
Actualités
Le Wellington Olympic AFC est un club néo-zélandais de football basé à Wellington.

## Historique
- 1953 : fondation du club sous le nom de Apollon AFC
- 1959 : le club est renommé Christian Youth FC
- 1983 : le club est renommé Wellington Olympic AFC

## Palmarès
- Championnat de Nouvelle-Zélande
  - Vice-champion : 2022                       Champion : 2023

- Coupe de Nouvelle-Zélande (1)
  - Vainqueur : 2009
  - Finaliste : 1994